# Lourenço de Salzedo

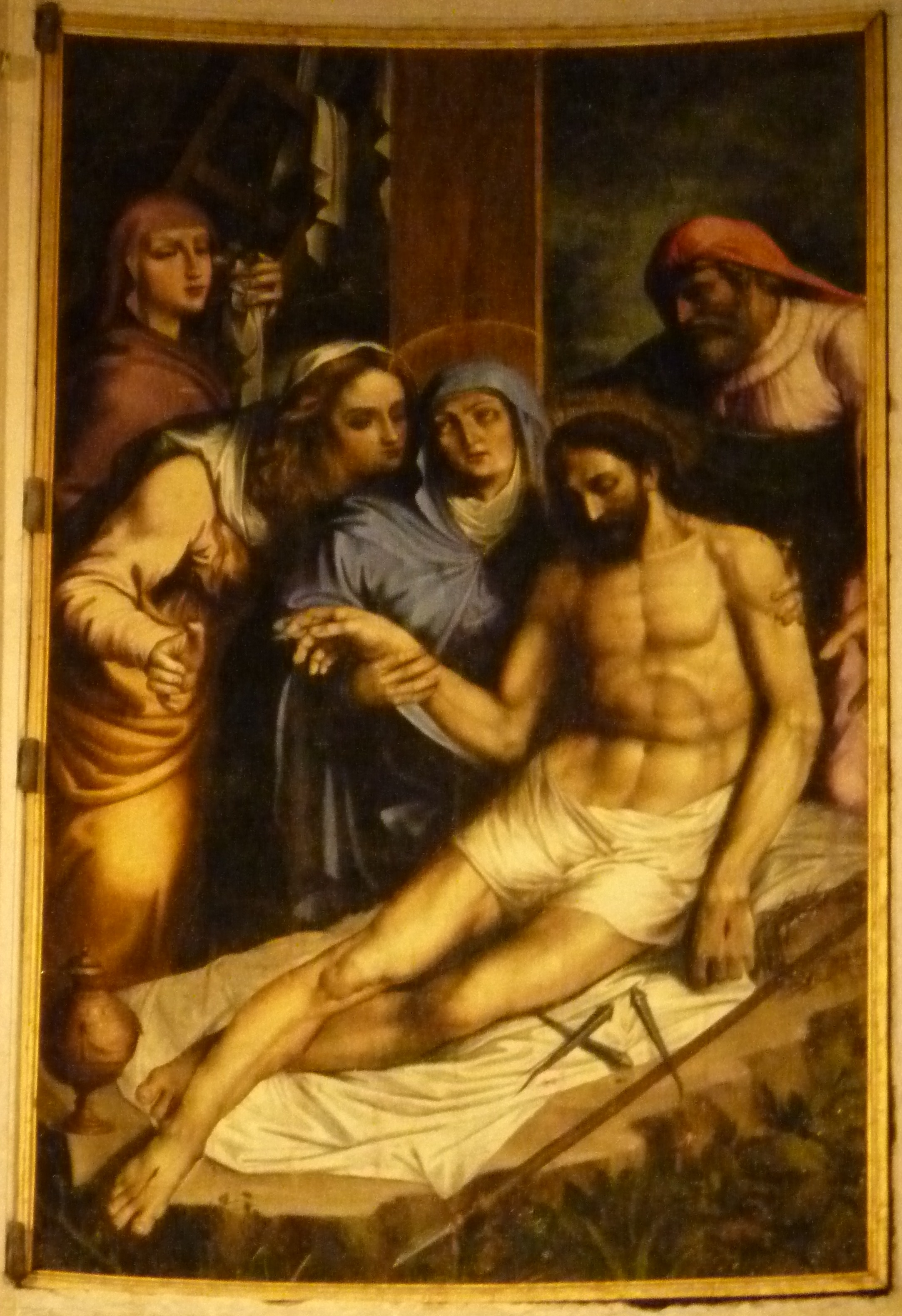
Lamentación sobre el cuerpo de Cristo, óleo sobre tabla de roble, 320 x 205 cm, Lisboa, Monasterio de los Jerónimos de Belém.

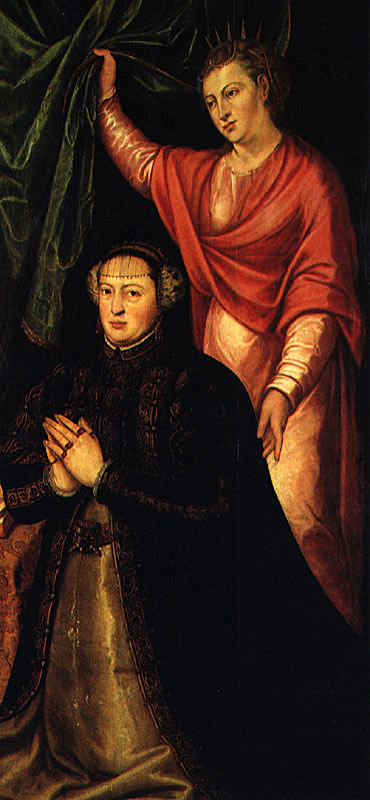
Doña Catalina de Austria, reina de Portugal, con santa Catalina, Lisboa, Museu Nacional de Arte Antiga.

Lourenço de Salzedo, Salcedo o Sauzedo (¿Sevilla? c. 1530-Lisboa, 1577) fue un pintor manierista español activo en Portugal como pintor de la reina Catalina de Austria, viuda de Juan III de Portugal.

## Biografía
De origen español, posiblemente andaluz y formado en Sevilla con Luis de Vargas, discípulo a su vez de Perino del Vaga, su obra revela el conocimiento de otros artistas italianos del manierismo avanzado, como Francesco Salviati o Girolamo Siciolante da Sermoneta, a quienes debió de conocer en Roma en un posible viaje a Italia antes de establecerse en Lisboa como muy tarde en 1564.
Afincado en Lisboa, en la parroquia de Santos-o-Velho, contrajo matrimonio con Jerónima de Salazar, con la que tuvo cuatro hijos, la última, Lourença de Monserrate, bautizada el 15 de noviembre de 1577, muerto ya el pintor, que había fallecido el 10 de julio de ese año.
Protegido por Catalina de Austria, que en su testamento fechado en 1578 se acordó del que había sido su pintor para conceder algunas mercedes a su viuda, el mismo año 1564 pintó los retratos de la reina y de su difunto esposo con sus santos patronos, san Juan Bautista y santa Catalina de Alejandría (Museu de Arte Antiga y Monasterio da Madre de Deus), retratos que estuvieron anteriormente atribuidos a Cristóvão Lopes. Fue también Catalina, que había tomado a su cargo la erección de la cabecera del monasterio jerónimo de Belém, quien encargó a Salzedo las pinturas de su retablo tras haber intentado desde 1568 la participación del flamenco Frans Floris, del italiano Francesco da Urbino y de Gaspar Becerra, por mediación de su sobrino Felipe II, que desaconsejó la contratación de Floris, pues «no andaba bien en los negocios de la religión».

## Obra
Las tablas recientemente restauradas del retablo mayor del monasterio jerónimo de Santa María de Belém, pintadas entre 1570 y 1572 por «el gran pintor Salzedo» según el cronista del monasterio, fray Manuel Bautista de Castro, permiten caracterizar su estilo, reconocible en una Lamentación sobre el cuerpo de Cristo de la catedral de Évora, directamente inspirada en la pintada por Siciolante da Sermoneta para la iglesia de los Santos Apóstoles de Roma, en un retablo colateral de la iglesia matriz de Loures y en un antiguo retablo del monasterio del Vale Benfeito, ahora en Atouguia da Baleia, donde el mismo modelo de la Lamentación se reproduce en una versión simplificada como se encuentra también en el cuerpo superior del retablo del monasterio de Belém.
El mismo conocimiento de los manieristas romanos se advierte en las pinturas del retablo de Loures, así en el Nacimiento de la Virgen, inspirado en Sebastiano del Piombo y en Francesco Salviati, y en la figura de santa Catalina en los dos retratos de la reina Catalina antes atribuidos a Lopes, cuyo modelo se encuentra de nuevo en Siciolante da Sermoneta, en este caso en el fresco de Santa Lucía y santa Águeda de la basílica de Santa Maria sopra Minerva.